# Jan Aepinus
Jan Aepinus, właściwie Johann Hoeck (ur. w marcu 1499 w Ziesar, zm. 13 maja 1553 w Hamburgu) – niemiecki duchowny i teolog luterański, działacz reformacyjny, pierwszy superintendent Hamburga.

## Życiorys
Johannes Hoeck w młodości był pilnym uczniem. Jego mistrzem był Jan Bugenhagen. W 1520 roku został bakałarzem na Uniwersytecie w Wittenberdze, gdzie stał się przyjacielem Marcina Lutra i Filipa Melanchtona. Prowadził szkołę w Brandenburgii, jednak był prześladowany za działalność reformatorską i musiał opuścić dom. Nadano mu przydomek pochodzący od zniekształconego greckiego słowa aipeinos („wyniosły”), nie bez braku złośliwości ze strony przeciwników; przyjął ten przydomek i twierdził nawet, że jest to tłumaczenie jego prawdziwego nazwiska Hoeck (od hoch). Spędził jakiś czas na Pomorzu, pozostając w ścisłym związku z lokalnymi działaczami reformacji. W latach 1524–1528 prowadził szkołę w Stralsundzie. Władze miejskie poprosiły go o nakreślenie nowego porządku kościelnego, który wszedł w życie 5 listopada 1525 roku. W październiku 1529 roku zastąpił Johanna Boldewana na urzędzie pastora kościoła św. Piotra w Hamburgu, gdzie wprowadzał porządek kościelny zakreślony przez Bugenhagena. 18 maja 1532 roku został superintendentem. W 1534 roku odwiedził Anglię na zaproszenie króla Henryka VIII, gdzie doradzał mu zarówno w sprawach jego rozwodu, jak i w kwestii reformacji. W styczniu następnego roku powrócił do Hamburga i wielokrotnie reprezentował miasto podczas ważnych wydarzeń. W 1537 roku podpisał Artykuły Szmalkaldzkie, podzielając zastrzeżenia Melanchtona dotyczące artykułu o papieżu.
We wszystkich swoich dziełach Aepinus wykazywał wielką znajomość spraw teologicznych. Szczególną uwagę poświęcał Psalmom, na temat których pisał wiele komentarzy. Największe kontrowersje wywołał jego komentarz do Psalmu 16, w którym odnosił się do doktryny zstąpienia do piekieł, w którym prezentował odmienną od tradycyjnej wizję piekła, uważając, że chodzi po prostu o grób. Według niego zstąpienie do piekieł oznaczało wypełnienie posłuszeństwa. Niektórzy hamburscy duchowni z ambon polemizowali ze swoim superintendentem, za tradycyjną nauką obstawał też Bugenhagen. Doszło do spotkania teologicznego w Hamburgu, które nie przyniosło oczekiwanego rezultatu. Ostatecznie zmodyfikował swoje przekonanie, uważając, że Chrystus poniósł w pieklę karę za grzechy pierworodne ludzkości i pokonał piekło przez swoje cierpienie. Tym samym uważał zstąpienie do piekieł za ostatni etap uniżenia Chrystusa, podczas gdy Luter, zgodnie z wcześniejszą nauką Kościoła, uważał je za pierwszy etap wywyższenia.